# 2.8체육단
2.8체육단 (February 8 Sports Club )은 조선민주주의인민공화국의 체육단으로 국방부 조직에 해당하는 인민무력성 소속이다.
2·8이라는 체육단 명칭은 1977년까지 조선인민군 창건일로 삼았던 1948년 2월 8일에서 유래하였다.(원래 조선인민군의 공식 창건일은 1977년까지 1948년 2월 8일이었으나, 김일성이 자신이 조직한 항일 빨치산 부대 즉 조선인민혁명군이 실제 뿌리라며 1978년에 1932년 4월 25일로 변경하였다. 하지만 김정은이 공식 군 창건일을 2018년에 1948년 2월 8일로 재변경하였다. )

## 역사
2.8체육단은 1959년에 창단되었다.
1970년대에 북한의 대표급 축구단 중 하나인 것으로 추정된다.

## 4.25체육단과의 혼동
2.8체육단과 동일하게 북한의 국방부 조직에 해당하는 인민무력성 산하에 4.25체육단이 존재한다.
명칭 역시 1978년부터 조선인민군의 창건일로 삼았던 `1932년 4월 25일`에서 유래하여 여러모로 2.8체육단과 흡사하고 같은 인민무력성 산하 이기 때문에 대한민국에서는 2.8체육단이 4.25체육단으로 명칭을 변경했다는 식으로 동일한 체육단으로 혼동하는 경우가 생겼던 것 같다.
하지만 4.25체육단은 1947년 혹은 1949년 '중앙강습소체육단'으로 창단하여 1971년 혹은 1972년에 4.25체육단으로 개명하였으며 2.8체육단은 1959년 창단하였다는 기사가 있으며1970년대에 각각 4.25 그리고 2.8이라는 이름의 별개의 체육단으로 활동한 기사들이 발견되고 있기 때문에 명확하게 별개의 체육단이다.
결론적으로 조선민주주의인민공화국 인민무력성이 4.25체육단과 2.8체육단 이 두 개의 체육단을 서로 독립적으로 운영하였던 것이며최근 소식에 의하면 2017년 백두산상 체육경기대회 - 축구대회에서는 4.25체육단이 우승 그리고 2.8체육단이 준우승을 하였다.

## 같이 보기
- 4.25체육단